# Lisa Martinek
Pour les articles homonymes, voir Martinek.
Lisa Martinek, nom de scène de Lisa Wittich, née le 11 février 1972 à Stuttgart en Allemagne et morte le 28 juin 2019 à Grosseto en Italie, est une actrice allemande.

## Filmographie
Télévision
Liste non exhaustive.
- 1995 : Un cas pour deux (Ein Fall für zwei) de Balthasar von Weymarn  (série TV) : Helena Horn (1 épisode) 
  - Une frénésie d’achats mortelle (Tödlicher Kaufrausch), saison 15, épisode 10.
- 2004 : La Femme de chambre et le Millionnaire (Das Zimmermädchen und der Millionär) d'Andreas Senn : Sophie Rheinsberg.
- 2006 : Tornade - L'alerte (Tornado : Der Zorn des Himmels) : Sophie Berger
- 2008 : Le Secret du Loch Ness (Das Wunder von Loch Ness) : Anna Bender
- 2009 : Coma idyllique (Böses Erwachen) : Birgit Amberg
- 2013 : L'Enfant perdu (Willkommen im Club): Mona Wagner